# Jean-Marc Massie
Pour les articles homonymes, voir Massie.
 (décembre 2024).
 (décembre 2024).
L'article doit être relu — et modifié si nécessaire — par des contributeurs indépendants pour apporter un regard critique aux contributions effectuées en violation des conditions d'utilisation de Wikipédia, tant sur la forme (notamment concernant le style encyclopédique, la proportionnalité) que sur le fond (la neutralité de point de vue, la qualité et l'indépendance des sources).
Jean-Marc Massie est né en 1966 à Montréal. Il est conteur, auteur animateur et pédagogue. Il est une figure incontournable du renouveau du conte au Québec.

## Biographie
« Détenteur d’un baccalauréat en sciences politiques, spécialisé en relations internationales, de l’Université du Québec à Montréal (1989), d’une maîtrise ès sciences politiques, en histoire des idées politiques, de l’Université de Strasbourg (1990), d’un diplôme d’études approfondies (DEA) ès doctrines et philosophies politiques (1991) et, enfin, d’un doctorat ès sciences politiques de la Sorbonne (1994), Jean-Marc Massie est une figure incontournable du renouveau du conte au Québec. »
En 1998, il cofonde les dimanches du conte avec son ami André Lemelin. Depuis ce temps, il anime cet événement régulièrement.
De 2003 à 2004, il est président du Regroupement du conte au Québec.
« Homme de parole à l’imaginaire foisonnant et débridé, Jean-Marc Massie se situe au croisement du conte urbain et du dessin animé, du récit de vie affabulé et du monologue éclaté. Ce narrateur atypique occupe une place unique dans l’univers des conteurs. » Il se situe à l'intersection de plusieurs formes et de plusieurs esthétiques. Il aime métisser les différentes formes orales et écrites pour créer de compositions originales. « Acteur majeur de l'actuel renouveau du conte au Québec, de Marrakech à Whitehorse, en passant par Dakar, Saint-Malo et Tadoussac, Jean-Marc Massie fait partie de ces conteurs contemporains qui revisitent la tradition de manière très originale ou inventent des contes inédits : ''Improvisateur à hauts risques, arpenteur de mégapoles, électrique aventurier culturel, cyclothymique, pragmatique, intuitif, Jean-Marc Massie est au carrefour de toutes les affaires relatives au conte québécois, écrit le journaliste Daniel Conrod. Il en est l'un des porte-voix les plus flamboyants.''» Yvon Paré écrit dans Lettres québécoises : « Jean-Marc Massie illustre, une fois de plus, qu’il est de la grande lignée des inventeurs de mondes […] Ce conteur à l’imaginaire débridé et foisonnant sait décortiquer la réalité pour lui donner une autre dimension. »
Jean-Marc Massie a plusieurs cordes à son arc. En plus d'avoir participé à plusieurs soirées de contes et de performances orales, il a été membre du comité de rédaction de la revue française de communication Quaderni. Parallèlement, il monte des pièces de théâtre comme, par exemple, Les mamelles de Tirésias de Guillaume Apollinaire, dans laquelle il a aussi joué. En 1999, son spectacle Contes mutagènes fait l'objet d'une représentation au Rendez-vous des grandes gueules de Trois-Rivières et au 13e Festival international du conte du Yukon. À l'occasion du 45e anniversaire de Refus Global, il participa à la soirée Marginalité l'engagement à la galerie Donguy, aux côtés de Thérèse Renaud et de Pauline Julien, notamment. Depuis le début des années 2000, il assume la direction artistique de plusieurs spectacles de contes, dont la Veillée des Girouettes cuivrées, le premier Gala annuel du conte au Québec. Il a animé plusieurs soirées dans le cadre du Festival international de la littérature (FIL) au Studio littéraire de la Place des arts.
En plus d'être une figure importante au Québec, Jean-Marc Massie a acquis une reconnaissance à l'étranger : « en France, à la Maison du Québec à Saint-Malo et au Festival du conte de Dinan, en Bretagne (2000), puis en tournée estivale avec La Balade des conteurs (2002-2004) ; au Maroc, lors des Premières Journées de la francophonie (2001) ; au Sénégal, enfin, où il présente en tournée son spectacle L’Homme sans cœur (2003). Ses contes l’ont ramené outre-Atlantique à plusieurs reprises ces dernières années. »
Il a écrit plusieurs livres, tous édités par Planète rebelle. Son premier, La dernière tentation du lys (1999) ; son deuxième intitulé Petit manifeste à l'usage du conteur contemporain (2001) ; ensuite Delirium tremens (2002), ainsi que Montréal démasquée (2007). Il a également publié des textes dans des revues comme Stop ou Estuaires.
Massie s'est également impliqué dans le milieu musical. En 1999, avec les musiciens du groupe Pervers Polymorphes, il lance un disque intitulé Vive le martyr ! D'ailleurs, à l'été 2001, il remporte le Prix spécial du Jury Visa francophone au Festival international de la chanson francophone de Villefranche-De-Rouergue, en France. Il a aussi organisé un spectacle intitulé Rock'n'Conte aux côtés de son groupe Sloche Gavroche. « Pour la première fois depuis plus de 10 ans, Jean-Marc Massie remonte sur les planches de la scène musicale, l’instant d’un concert aux accents tout à la fois funk, punk et rock. Plusieurs de ses amis chanteurs et musiciens ont été invité à l’accompagner sur scène l’instant d’une chanson. Le charbonnier de l’enfer Michel Faubert, le virtuose de l’harmonica Alain Lamontagne, le poète de la trompette Jocelyn Bérubé et le fantôme de Rock’n’Conte Mathieu Lippé qui apparaîtra peut être au cours du spectacle, se joindront à Massie pour le propulser au-delà du verbe lumière, là où l’ivresse des mots dévoile les mélodies chamanes planant au chœur de Notre-Dame. »
De 2008 à 2009, il est chroniqueur à l'émission de Radio-Canada « Vous êtes ici ».
En 2010, lui et son ami André Lemelin gagnent le Prix Jocelyn Bérubé.
Il est membre de l'Union des écrivaines et des écrivains québécois.

## Œuvre
- La dernière tentation du lys, Montréal, Planète rebelle, 1999, 139 p.  (ISBN 9782922528077)
- Petit manifeste à l'usage du conteur contemporain : le renouveau du conte au Québec, Montréal, Planète rebelle, 2001, 91 p.  (ISBN 9782922528220)
- Delirium tremens, Montréal, Planète rebelle, 2002, 69 p.  (ISBN 9782922528282)
- Montréal démasquée, Montréal, Planète rebelle, 2007, 74 p.  (ISBN 9782922528695)

## Prix et honneurs
- 2001 : Prix spécial du Jury Visa francophone au Festival international de la chanson francophone de Villefranche-De-Rouergue.
- 2010 : Récipiendaire du Prix Jocelyn Bérubé[7].